# Lillehammer Ishockeyklubb
Lillehammer Ishockeyklubb (Grundlagt den 2. november 1957) er en norsk ishockeyklub fra Lillehammer som spiller i Fjordkraftligaen fra 1992. Klubben spiller i Eidsiva Arena på Stampesletta i Lillehammer. Klubben blev norsk mester i 1994.
Lillehammer Ishockeyklubb et produkt af hockey-vækkelsen efter OL i 1952 og officielt grundlagt i 1957. I de tidlige år fulgte holdene tæt og var til sidst de eneste tilbage i kredsløbet. Storhamar Dragons havde noget mere fremskridt end højlandet, men de mødtes nu og da på det næsthøjeste niveau. Da Storhamar fik sin egen hal og etablerede sig i eliten, blev det naturligt for de bedste fra Lillehammer at flytte sydpå. Indtil 1988, da en ny hverdag kom med opførelsen af Kristinshall. Oprykningen til Eliteserien kom i 1991, og derefter blev kampene mellem holdene folkefestivaler. De mødtes i begge klubers første NM-finale i det olympiske år 94. Som bekendt var resultatet ikke til Storhamars fordel. I de følgende år var der dog kun lidt tvivl om, hvem storebror var. Efter en lang periode med stagnation og økonomiske vanskeligheder svingede LIK op igen i begyndelsen af 2010'erne, og i 2018 var der en ny finale mod Storhamar. Denne gang trak Hamar-holdet det længste strå og sikrede deres syvende kongepokal.

## Berømte sportsfolk med tilknytning til klubben
- Åge Ellingsen
- Adrian Saxrud Danielsen
- Andreas Martinsen
- Ole Eskild Dahlstrøm
- Tomi Pöllänen
- Dan Remy Tangnes
- Øystein Tronrud
- Per Olav Skarpjordet
- Arne Bergseng
- Lars Bergseng

## Eksterne links
- Lillehammer Ishockeyklubbs hjemmeside